# Сігеберт (король Вессексу)
Сігеберт (давн-англ. SIGEBRYHT; ? —757) — король Вессексу в 756—757 роках.

## Життєпис
Походив з так званої династії Етеларда, що прийшла до влади завдяки підтримки Мерсії. Був родичем короля Кутреда. Після смерті останнього у 756 році став новим королем Вессексу.
З самого початку Сігеберт стикнувся з наміром Етельбальда, короля Мерсії. Останній намагався повернути свою владу над Вессексом. При підтримці мерсійців проти Сігеберта у 756 році спалахнуло повстання, в результаті чого того було повалено 757 року. Він отримав округ Гамтунскір, що відповідає сучасному графству Гемпшир, з титулом елдормена. Новим королем став Кіневульф з Вессекської династії.
Втім невдовзі Сігеберту після вбивства свого союзника Кумбри довелося тікати з Гампунскіра до області Вельд (між королівствами Сассекс і Кент), де його було вбито.